# El desertor
El desertor (en original francès: Le déserteur) és una cançó escrita per Boris Vian amb música seva i de Harold Berg. Escrita en el context de la guerra d'Indoxina, es va convertir en un himmne pacifista traduït al llarg del temps en més de 45 idiomes. Joan Isaac va interpretar-ne una versió catalana inclosa en el seu àlbum Barcelona, ciutat gris (1980).

## Interpretacions
La primera interpretació va ser difosa el 1954, cantada per Marcel Mouloudji (el maig del 1954). També ha estat interpretada, entre d'altres, per Boris Vian, Serge Reggiani, Juliette Gréco, Richard Anthony, Johnny Hallyday, Dan Bigras, Leny Escudero, Dédé Fortin, Joan Baez, Hugues Aufray, Peter, Paul and Mary i Marc Lavoine (el 2008, al concert de la tolerança). El 1983, Renaud en fa una adaptació, amb el nom de Déserteur. Però és Mouloudji, qui fou el primer que va cantar-la, que demanà Boris Vian de modificar-ne algunes parts, perquè ell volia que fos més llarga. Així, "Monsieur le Président" va reemplaçar "Messieurs qu'on nomme grands", "ma décision est prise, je m'en vais déserter" va reemplaçar "les guerres sont des bêtises, le monde en a assez", etc. A més a més, també vol modificar el final, perquè no vol que el desertor tingui un fusell, i encara menys que dispari contra els gendarmes. La cançó, enregistrada el mateix dia de la derrota de Dien-Bien-Phu, per atzar, serà immediatament prohibida de difondre per ràdio, i prohibida també a la venda. Boris Vian enregistrarà més endavant la versió en què el desertor posseeix una arma, però és la versió més pacifista de Mouloudji la que tindrà més èxit entre els joves del 1954-1960/62, transmesa per les associacions militants, sindicalistes i pels espectacles d'ajuda. Més tard, Peter, Paul and Mary la cantaran als Estats Units al principi de la guerra del Vietnam. Cantar El Desertor a França, el 1963-1964 era molt menys problemàtic que el 1954.
En català la va adaptar el cantautor Joan Isaac i va aparèixer publicada el 1980 a l'àlbum Barcelona, ciutat grisa (Ariola).

## Censura
Paul Faber, conseller municipal del Sena el 1955, es va escandalitzar d'aquesta cançó quan va escoltar-la de passada a la ràdio, i va demanar que fos censurada. A tall de resposta, Boris Vian escriu una carta memorable que difon arreu sota la forma d'una carta oberta, amb el nom de "Lettre ouverte à Monsieur Paul Faber" (Carta oberta al Senyor Paul Faber). Tot i això, la radiodifusió i la venda d'aquest cant antimilitarista varen ser prohibides. No va ser fins al 1962, després de la Guerra d'Algèria, que en finí la censura a França.
Durant els anys 1970, en plena Guerra del Vietnam, la cançó va ser emprada durant les marxes pacifistes als Estats Units i interpretada per Joan Baez i Peter, Paul and Mary. El 1991 va ser utilitzada també durant les manifestacions contra la intervenció occidental a la guerra del Golf. Renaud va publicar una adaptació de la cançó a la revista L'Idiot international (L'idiota internacional) el 9 de gener del 1991. Com a conseqüència, la cançó pacifista va ser inscrita a la llista de proscripció de les ràdios. Fins i tot el 1999 es va inhabilitar una directora d'escola a Montluçon després de les protestes de les autoritats assistents per haver permès que dos nens la cantessin en els actes de commemoració de la capitulació d'Alemanya el 1945.

## Contingut
El text de la cançó Le Déserteur té dotze estrofes de quatre versos en rima cavalcada. Es tracta d'una carta adreçada a "Monsieur le Président" (Senyor President) per un home que acaba de rebre l'ordre de mobilització a causa d'un conflicte bèl·lic. L'home hi explica que no desitja pas partir a la guerra, i justifica la seva decisió per les morts d'alguns familiars a causa d'aquests conflictes, i pel fet que no vol pas matar gent. Hi revela també la seva intenció de desertar per viure com a pidolaire tot incitant tot aquell que es trobi perquè segueixi el seu exemple.
Marcel Mouloudji hauria aconsellat Boris Vian de reemplaçar els dos últims versos "Que je tiendrai une arme; et que je sais tirer" per "Que je n'aurai pas d'armes; et qu'ils pourront tirer" (Que tindré una arma; i que sé disparar / Que no tindré pas armes; i que podran disparar), per tal de conservar el missatge pacifista de la cançó. No obstant això, segons un amic de Harold Berg, la cançó hauria contingut els versos pacifistes des de l'origen, en contradicció amb la versió provada per Françoise Renaudot a la seva obra Il était une fois Boris Vian.